# Pletniew (osiedle)
Pletniew (ros. Плетнев) – osiedle typu wiejskiego w zachodniej Rosji, w sielsowiecie romanowskim rejonu chomutowskiego w obwodzie kurskim.

## Geografia
Miejscowość położona jest nad rzeką Wieć,  4 km od centrum administracyjnego sielsowietu romanowskiego (Romanowo), 10 km od centrum administracyjnego rejonu (Chomutowka), 109 km od Kurska.
W granicach miejscowości znajduje się ulica Jagodnaja.

## Demografia
W 2010 r. miejscowość zamieszkiwały 3 osoby.